# Нестеренко Катерина Іванівна
Катерина Іванівна Нестеренко (до шлюбу Никита; нар. 3 листопада 1994) — українська легкоатлетка, яка спеціалізується в метанні діска.
На національних змаганнях представляє Харківську область.
Тренується у Віктора Олійника.
Чоловік — дискобол Микита Нестеренко.

## Спортивні досягнення
Бронзова призерка у командному заліку на Кубку Європи з метань (2017).
7-е місце серед молоді на Кубку Європи з метань (2016).
Фіналістка (11-е місце) чемпіонату Європи серед юніорів (2011).
Зимова чемпіонка України (2016, 2022).
Бронзова призерка зимового чемпіонату України (2019).